# Колібрі-смарагд козумельський
Колі́брі-смара́гд козумельський (Cynanthus forficatus) — вид серпокрильцеподібних птахів родини колібрієвих (Trochilidae). Ендемік Мексики.

## Опис
Довжина самців становить 9-10,5 см, самиць 8-9,1 см, вага 2,5 г. У самців тім'я яскраво-зелене або золотисто-зелене, решта верхньої частини тіла більш тьмяна, золотисто-зелена. Нижня частина тіла золотисто-зелена з металевим відблиском. Хвіст довгий, глибоко роздвоєний, синювато-чорний, центральні 2-3 пари стернових пер мають темно-бурувато-сірі кінчики. Дзьоб прямий, червоний з чорним кінчиком. 
У самиць верхня частина тіла яскраво-зелена з металевим відблиском або бронзово-зелена. За очима білі смуги, щоки чорнуваті. Нижня частина тіла світло-сіра. Хвіст коротший і менш роздвоєний, ніж у самців. Центральна пара стернових пер металево-зелена або синьо-зелена, наступні дві пари також мають синювато-чорну або чорну смугу на кінці і білі кінчики, дві крайні пари стернових пер біля основи мають білі краї, на кінці мають широку чорну смуну, кінчики у них білі. Дзьоб зверху чорний, знизу червоний з чорним кінчиком.

## Поширення і екологія
Козумельські колібрі-смарагди мешкають на острові Косумель, розташованому біля узбережжя півострова Юкатан, а також спостерігалися на острові Мухерес. Вони живуть в сухих чагарникових заростях і в низькорослих широколистяних тропічних лісах. Живляться нектаром квітучих рослин, переміщуючись за певним маршрутом, а також дрібними комахами, яких збирають з листя.

## Збереження
МСОП класифікує цей вид як такий, що не потребує особливих заходів зі збереження. За оцінками дослідників, популяція козумельських колібрі-смарагдів становить від 20 до 50 тисяч дорослих птахів.